# Schloss Satzdorf

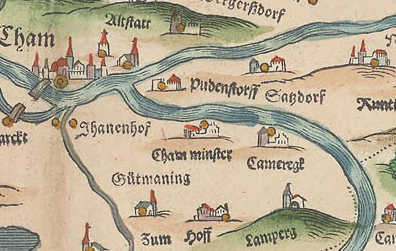
Satzdorf auf der Bayerischen Landtafel des Philipp Apian von 1568

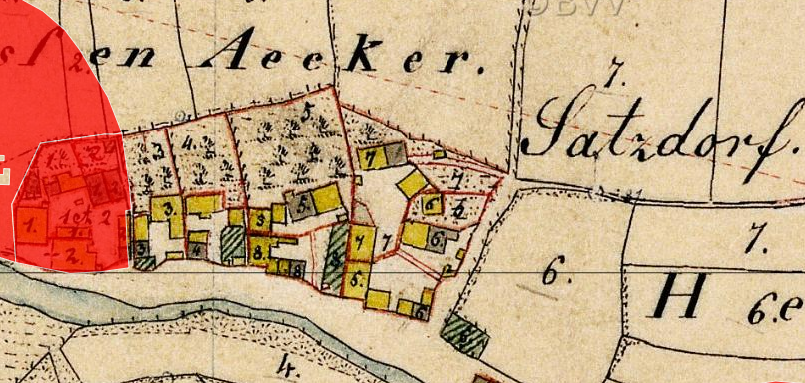
Lageplan von Schloss Satzdorf auf dem Urkataster von Bayern

Das abgegangene Schloss Satzdorf befand sich in dem gleichnamigen Ortsteil der Oberpfälzer Gemeinde Runding im Landkreis Cham von Bayern. Das Schloss bzw. die ehemalige Burg war eine Niederungsburg inmitten einer Aue zwischen der Chamb und dem Regen. Die Anlage wird als Bodendenkmal unter der Aktennummer D-3-6742-0026 im Bayernatlas als „archäologische Befunde des Mittelalters und der frühen Neuzeit im Bereich des abgegangenen Schlosses von Satzdorf“ geführt. 

## Geschichte
Der Name leitet sich von einer Siedlung eines Siegfrieds oder Seifrieds ab. 1261 wird erstmals ein Heinrich von Seitydorf erwähnt. Vielleicht bestand hier aber bereits früher ein diepoldingischer Ministerialensitz. 1357 und 1359 ist ein Jakob der Satzdorfer genannt. Zwischen 1375 und 1410 sind mehrmals die Gebrüder Sighart, Konrad und Hans von Satzdorf erwähnt. Das Helmwappen der Satzdorfer war ein offener Pflug mit einem Balken. Der letzte hier ansässige des Geschlechts war 1413 vermutlich Heinrich Satzdorfer. In diesem Jahr ging der Besitz an die Perkheimer. 1414 ist ein Chunrat Perkhaimer von Satzdorf bezeugt. Dann ist 1458 Satzdorf im Besitz des Georg Heuraws, Hauptmann zu Kötzting und damals Besitzer der Burg Stockenfels. Seit 1479 sind hier wieder die Perkheimer. Unter Albrecht Perkheimer wird Satzdorf 1488 erstmals als Hofmark bezeichnet. Eine Zerstörung in den Hussitenkriegen ist nicht belegbar. Am 29. September 1429 fand aber ein siegreiches Gefecht bei Satzdorf und Höll unter Führung des Heinrich Nothafft von Wernberg und eines Ritterheer des Deutschen Ordens über die Hussiten statt.
Von Albrecht Perkheimer ging Satzdorf an Hans Scheger über und kam dann über dessen Tochter nach 1518 an Hans Heuzer und Wolfgang Vischer. Diese hatten den als Gut bezeichneten Besitz bis 1530 inne. Der Heuzersche Besitzanteil kam 1544 in die Hände von Wolff Schmetterer und 1545 in die des Paul Kutner. 1641 wird als Besitzerin Sophia Kastnerin genannt. Darauf war Satzdorf 100 Jahre im Besitz der Amtskämmerer von Cham. 1817 erwirbt der Landwirt W. Vogel die Anlage. Diese war baulich in einem schlechten Zustand, sodass 1875 ein weitgehender Neubau erfolgen musste.

## Schloss Satzdorf einst und jetzt
Auf der Bairischen Landtafel von 1568 des Philipp Apian erscheint Satzdorf als eine aus zwei Türmen bestehende Burg. Ein offensichtlich zweigeschossiger und mit einem Eingangsportal versehener Teil ist als das Wohnhaus anzusprechen. Dazwischen ist eine Mauer erkennbar. Im 19. Jahrhundert wird Schloss Satzdorf als ein abgesondertes sehr altes Schlößchen mit einem Graben beschrieben.
Heute steht an der Stelle des ehemaligen Schlosses der im Wesentlichen auf 1875 zurückgehende zweigeschossige Wohnbau mit einem Treppengiebel. Es ist Teil eines landwirtschaftlichen Anwesens, dessen Nebengebäude auf den Grundmauern des alten Wirtschaftshofes stehen sollen.